# امپوریا (ویرجینیا)
امپوریا (به انگلیسی: Emporia) شهری است در ایالت ویرجینیا از کشور ایالات متحده آمریکا. در سرشماری سال ۲۰۱۰ جمعیت این شهر ۵۹۲۷ بود.